# Séverine Amiot
Pour les articles homonymes, voir Amiot.
Séverine Amiot, née le 17 octobre 1979 à Dijon, est une kayakiste française handicapée pratiquant la course en ligne.

## Carrière
En 2009, Séverine Amiot se classe troisième en kayak monoplace lors des Championnats du monde à Dartmouth (Canada). Néanmoins, les épreuves handisports sont lors de cette édition des épreuves de démonstration.
Elle remporte la médaille de bronze lors des Championnats du monde de course en ligne 2010 à Poznań (Pologne), les épreuves handisports étant cette fois-ci officiellement au programme.